# آتشکده تشویر
آتشکده تشویر (سردخانه تشویر) مربوط به دوره ساسانیان است و در شهرستان طارم، بخش مرکزی، روستای تشویر واقع شده و این اثر در تاریخ ۱ مهر ۱۳۵۳ با شمارهٔ ثبت ۹۸۳ به‌عنوان یکی از آثار ملی ایران به ثبت رسیده‌است.